# Torcida Split
Torcida Split je fanouškovská skupina chorvatského fotbalového týmu HNK Hajduk Split. Založena byla 28. října 1950, kdy se hrálo utkání domácího týmu HNK Hajduk Split proti FK Crvena zvezda. 

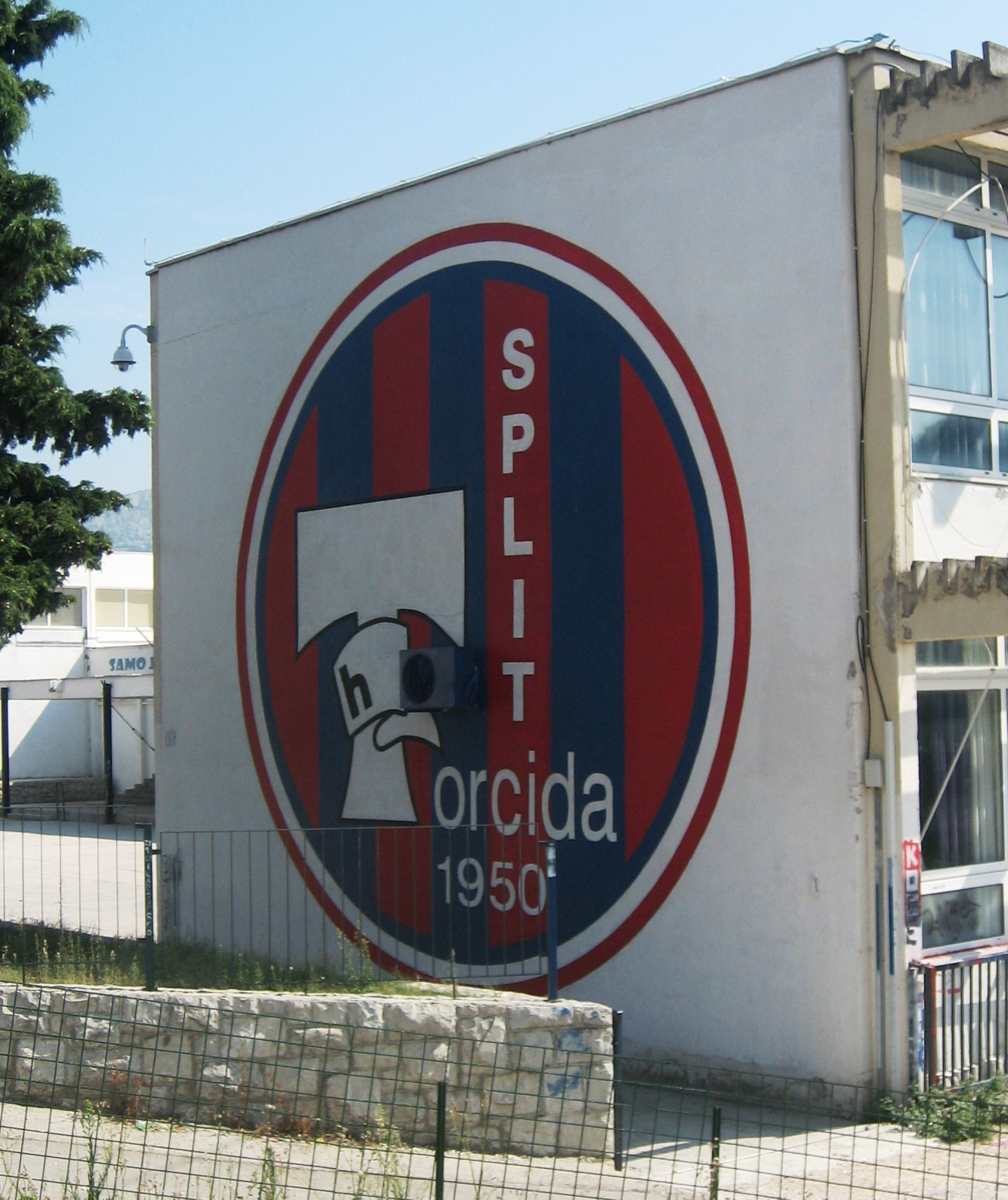
Znak Torcidy ve Splitu

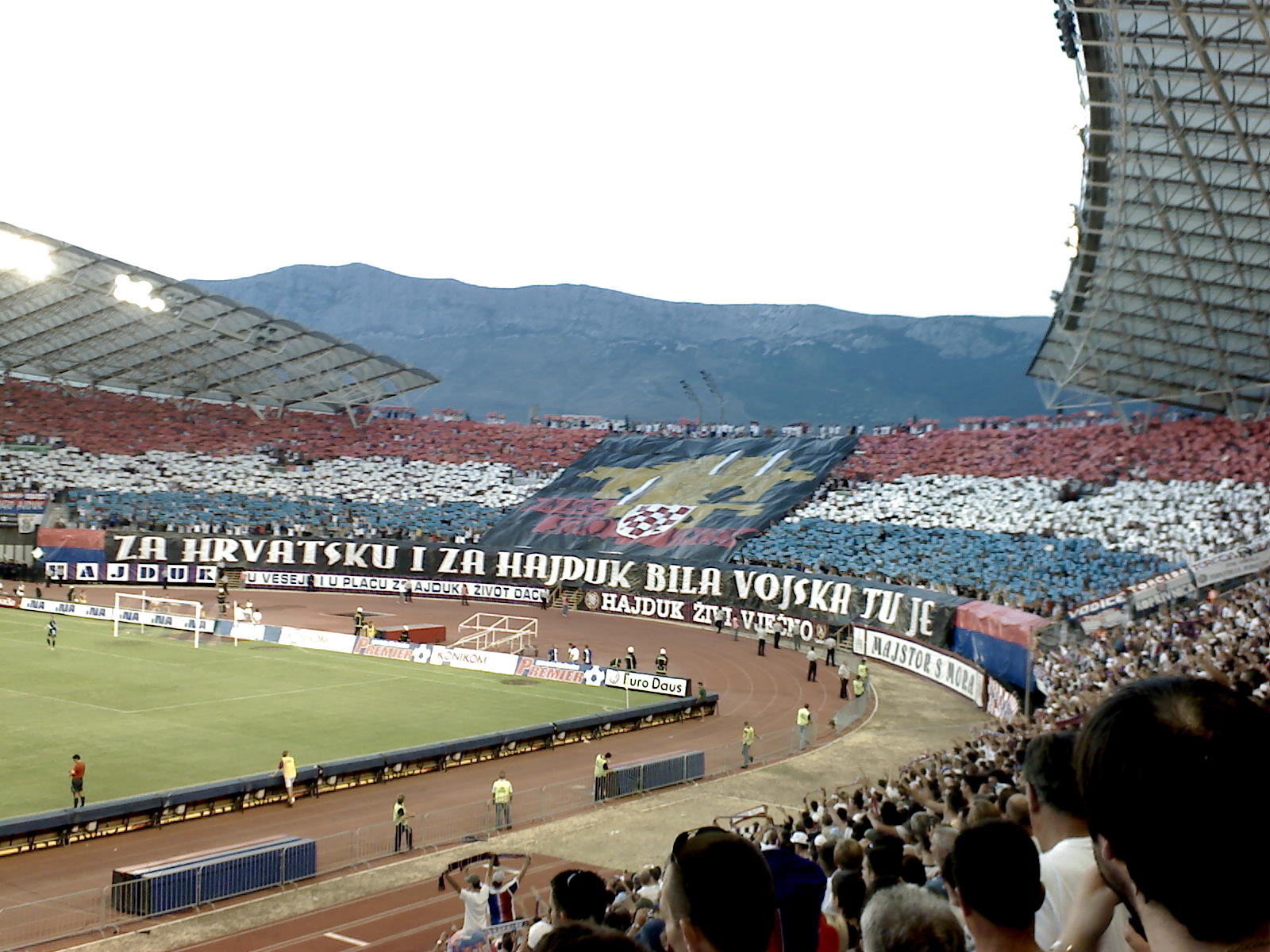
Choreo fanoušků Hajduku

## Historie
Brzy ráno v den utkání Hajduku proti Crvene Zvezde se členové Torcidy vydali k hotelu, kde přespávali hráči soupeře a kde vytvořili velký hluk pomocí trumpet, zvonů a jiných hlučných nástrojů. Během fotbalového utkání pak celý zápas podporovali svůj klub. Dne 1. listopadu 1950 vyšel v novinách článek, který odsuzoval chování skupiny a požadoval ukončení její činnosti. Předseda klubu Hajduk Split se však za fanoušky postavil a oceňoval jejich podporu během zápasu. Politický režim v tehdejší Jugoslávii však přesto začal s vyšetřováním aktivit skupiny a výsledkem bylo odsouzení několika členů skupiny. Popularita skupiny však rostla a Torcida zůstává stále aktivní skupinou.

## Zahraniční spolupráce
Ze zahraničních klubů Torcida Split tradičně spolupracuje s fanouškovskými skupinami klubů Millwall FC, Benfica Lisabon, AS Saint-Étienne, SK Slavia Praha a Górnik Zabrze.